# 제한 선거
제한 선거(制限選擧, 영어: restricted suffrage)는 종교, 성별, 학력, 재산 등의 조건에 따라 선거권을 주는 것을 말한다. 연령 이외의 조건을 묻지 않고 선거권을 주는 보통 선거와는 다르다.

## 사례
중동의 사우디아라비아, 바레인, 이라크 등의 국가에서는 이슬람교를 믿는 무슬림에게만 선거권을 주는 경우가 많으며, 영국에서 1928년까지 남성과 동등한 선거권이 여성에게 주어지지 않았던 사례를 들 수 있다. 그 외에도 영국에서 노동자들이 1832년의 선거법 개정에도 선거권이 주어지지 않았던 사례도 있다. 이 사례는 영국의 민중운동인 차티스트 운동의 원인이 되기도 했다. 현재도 소말리아는 부족장에게만 선거권을 부여하고 있다. 콘클라베는 만 80세 미만인 추기경이 아니면 선거권이 없다.